# خاتم كلادا

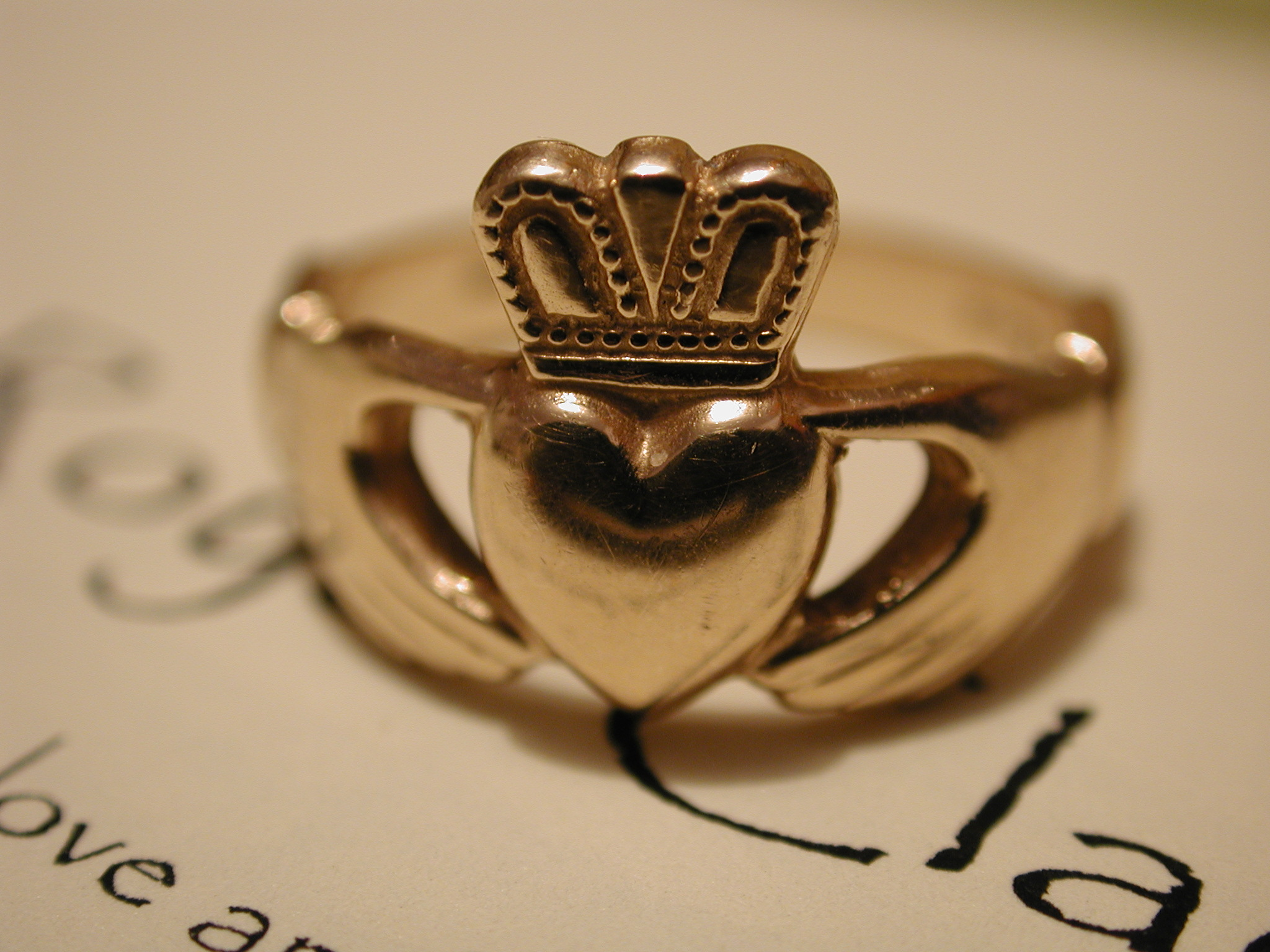
Claddagh ring

خاتم كلادا ((بالأيرلندية: fáinne Chladaigh)) هو خاتم أيرلندي تقليدي يستخدم كرمز للصداقة أو الحب، أو الزواج. ارتبط التصميم والتقليد الخاص بهذا الخاتم بأصله في قرية الصيد الأيرلندية كلادا، الواقعة خارج مدينة جالواى. وكان أول إنتاج لخاتم كلادا في القرن السابع عشر على الرغم من أن تاريخ التصميم للعناصر المكونة له تعود إلى أواخر العصر الروماني.

## رمزية خاتم كلادا
أنتجت غالواي حلقات كلاداغ بشكل مستمر منذ عام 1700 على الأقل، ولكن اسم "حلقة كلاداغ" لم يستخدم قبل ثلاثينيات القرن التاسع عشر. على الرغم من وجود العديد من الأساطير والأساطير حول أصل حلقة كلاداغ، إلا أنه من المؤكد تقريبًا أنها نشأت في قرية الصيد الصغيرة كلاداغ في غالواي أو بالقرب منها.
.
هناك العديد من الأساطير حول أصول الخاتم، خاصة فيما يتعلق بريتشارد جويس، وهو صائغ فضة من غالواي حوالي عام 1700، والذي يقال إنه اخترع تصميم كلاداغ كما نعرفه. تقول الأسطورة أن جويس تم أسره واستعباده من قبل القراصنة الجزائريين حوالي عام 1675 أثناء وجوده في ممر إلى جزر الهند الغربية. تم بيعه كعبيد لصائغ مغاربي الذي علمه الحرفة. أرسل الملك ويليام الثالث سفيرًا إلى الجزائر للمطالبة بالإفراج عن جميع الرعايا البريطانيين الذين تم استعبادهم في ذلك البلد، وكان من بينهم ريتشارد جويس في ذلك الوقت. بعد أربعة عشر عامًا، أُطلق سراح جويس وعاد إلى غالواي وأحضر معه الخاتم الذي صنعه أثناء وجوده في الأسر: ما أصبحنا نعرفه باسم كلاداغ. أعطى الخاتم لحبيبته وتزوج وأصبح صائغًا وحقق "نجاحًا كبيرًا". الأحرف الأولى من اسمه موجودة في واحدة من أقدم حلقات كلاداغ الباقية،[5] [13] ولكن هناك ثلاث حلقات أخرى صنعت أيضًا في ذلك الوقت تقريبًا، وتحمل علامة الصائغ توماس ميد.[5]
وصف الأثري الفيكتوري السير ويليام جونز كلاداغ، [2] ويعطي كتاب الأيام لتشامبرز [14] كمصدر، في كتابه Finger-Ring Lore. جونز يقول:
الأيدي المشبوكة [خاتم النمط]... لا تزال هي الموضة، وتستخدم باستمرار في [في]... مجتمع كلادوغ [كذا] في [مقاطعة] غالواي.... [هم] نادرًا ما [التزاوج] مع غيرهم من قومهم.
ادعى حساب كتبه ويليام ديلون، وهو صائغ في غالواي، في عام 1906، أن خاتم "كلاداغ" كان يُلبس في جزر آران وكونيمارا وخارجها. انتشرت المعرفة بالخاتم وعاداته داخل أيرلندا وبريطانيا خلال العصر الفيكتوري، وهذا هو الوقت الذي نشأ فيه اسمه.[5] بدأ تجار المجوهرات في غالواي في تسويقه خارج المنطقة المحلية في القرن التاسع عشر. وجاء المزيد من الاعتراف في القرن العشرين.[17]
في كتابه "خواتم الإصبع" الذي صدر عام 1911، تناول عالم المعادن الأمريكي جورج فريدريك كونز أهمية خواتم الزفاف الذهبية في أيرلندا، ويتضمن صورة فوتوغرافية لخاتم كلاداغ.
أبرز ما يختص به التصميم المميز لخاتم كلادا هو اليدان الممسكتان بقلب يعلوها في الغالب تاج. وغالباً ما يقال أن عناصر هذا الرمز تدل على الحب (قلب)، والصداقة (اليدان) والولاء (التاج). وتم لاحقا تصميم خاتم كلادا "فينيان"، دون تاج، في دبلن. وقد أصبح خاتم كلادا، مع أو بدون التاج (في الغالب مع تاج)، يشير إلى الاعتزاز بالتراث الأيرلندي، وأيضا رمز للحب أو الزواج.
كما يستخدم خاتم كلادا كخاتم صداقة أو أي علاقة وذلك تبعا لنية من يرتديه أو المانح، في حال كان الخاتم هدية. وكيفية ارتداء خاتم كلادا هي الطريقة التي يقصدها مرتديه لتوضيح نوع علاقته:
1. إذا كان خاتم كلادا في اليد اليمنى ووجهة القلب إلى أطراف الأصابع، فإن مرتديه أعزب ويبحث عن الحب.
2. أما إذا كان في اليد اليمنى ووجهة القلب إلى المعصم، فإن مرتديه على علاقة، أو أن شخص ما يحبه.
3. وإذا كان في اليد اليسرى ووجهة القلب إلى أطراف الأصابع، فإن مرتديه مخطوب.
4. وفي حال كان الخاتم في اليد اليسرى والقلب مقلوب فإن مرتديه متزوج.[1]

وهناك تفاوتات محلية أخرى في التقاليد التي تتضمن مقاصد الشخص وفقا لليد والأصبع التي يرتدي فيها خاتم كلادا. ويوجد فولكلور حديث نسبيا لهذا الخاتم  لكنه لا يتضمن «النمو البطيء له في العصر القديم» و«القليل جدا من الكتابات الأيرلندية الأصل عنه».

## وصلات خارجية
- [خاتم كلادا القرن الثامن عشر http://collections.vam.ac.uk/item/O118499/ring/]- متحف فيكتوريا وألبرت
- القصة وراء خاتم كلادا- التلفزة الإخبارية الميزة (انقر فوق «مشاهدة عرض» تحت الصورة على اليمين)